# Blum, Texas
Blum là một thị trấn thuộc quận Hill, tiểu bang Texas, Hoa Kỳ. Năm 2010, dân số của thị trấn này là 444 người.

## Dân số
- Dân số năm 2000: 399 người.
- Dân số năm 2010: 444 người.